# Lepanthes obtusa
Lepanthes obtusa är en orkidéart som beskrevs av William Fawcett och Alfred Barton Rendle. Lepanthes obtusa ingår i släktet Lepanthes och familjen orkidéer. Inga underarter finns listade i Catalogue of Life.